# Ireen Wüst
Irene Karlijn Wüst, detta Ireen (Goirle, 1º aprile 1986), è un'ex pattinatrice di velocità su ghiaccio olandese, vincitrice di sei medaglie d'oro olimpiche.
Il 12 febbraio 2006, all'età di 19 anni, ha vinto la medaglia d'oro nei 3000 metri alle Olimpiadi invernali di Torino 2006, diventando così la più giovane campionessa olimpica olandese nella storia.

## Carriera
Esordisce a livello senior nel novembre 2003, con due noni posti ai campionati olandesi su distanza singola. Nel 2005 vince la medaglia d'oro ai campionati mondiali juniores. Nella stagione 2005-2006 vince tre ori ai campionati olandesi su distanza singola, qualificandosi per le Olimpiadi di Torino. Ai giochi conquista l'oro nei 3000 metri e il bronzo nei 1500. Nel 2007, a Heerenveen, vince per la prima volta i campionati mondiali completi, poi conquista due medaglie d'oro, nei 1000 e nei 1500 metri ai mondiali su distanza singola di Salt Lake City. Nel 2008 vince il titolo di campionessa europea e conquista l'oro nell'inseguimento a squadre ai Mondiali di Nagano.
Nel 2010, ai Giochi di Vancouver, vince ancora una medaglia d'oro, stavolta nei 1500 metri. Nel 2011 conquista il suo secondo titolo ai Mondiali completi di Calgary, confermandosi poi l'anno dopo a Mosca. Ireen Wüst durante la premiazione alle Olimpiadi del 2010 a Vancouver, dove conquistò l'oro nei 1500 metri, baciò sulla bocca la sua compagna, nella vita e nella squadra, la pattinatrice di short track Sanne van Kerkhof.
Le due pattinatrici erano tra i sette atleti apertamente gay che hanno partecipato alle Olimpiadi invernali del 2014. Nel 2014 sale sul podio in tutte e 5 le gare dei Giochi di Soči a cui prende parte. Vince due medaglie d'oro, nei 3000 metri e nell'inseguimento a squadre, e tre medaglie d'argento, nei 1000, 1500 e 5000 metri. Dopo la vittoria nei 3000 metri il Presidente russo Vladimir Putin ha abbracciato l'atleta, dichiaratamente lesbica, facendo così un gesto distensivo, dopo le polemiche per la legge russa contro la propaganda omosessuale. L'incontro è avvenuto a Casa Olanda, dove la pattinatrice festeggiava l'oro con la famiglia reale olandese.

## Palmarès

### Olimpiadi
- 13 medaglie:
  - 6 ori (3000 m a Torino 2006; 1500 m a Vancouver 2010; 3000 m, inseguimento a squadre a Soči 2014; 1500 m a Pyeongchang 2018; 1500 m a Pechino 2022);
  - 5 argenti (1000 m, 1500 m, 5000 m a Soči 2014; 3000 m, inseguimento a squadre a Pyeongchang 2018);
  - 2 bronzi (1500 m a Torino 2006, inseguimento a squadre a Pechino 2022).

### Mondiali completi
- 13 medaglie:
  - 7 ori (Heerenveen 2007, Calgary 2011, Mosca 2012, Hamar 2013, Heerenveen 2014, Hamar 2017, Hamar 2020);
  - 4 argenti (Mosca 2008, Calgary 2015, Berlino 2016, Amsterdam 2018);
  - 2 bronzi (Hamar 2009, Heerenveen 2010).

### Mondiali distanza singola
- 31 medaglie:
  - 15 ori (1000 m e 1500 m a Salt Lake City 2007; inseguimento a squadre a Nagano 2008; 1500 m e 3000 m a Inzell 2011; inseguimento a squadre a Heerenveen 2012; 1500 m, 3000 m e inseguimento a squadre a Soči 2013; inseguimento a squadre a Kolomna 2016; 3000 m e inseguimento a squadre a Gangneung 2017; 1500 m a Inzell 2019; 1500 m a Salt Lake City 2020; inseguimento a squadre a Heerenveen 2021);
  - 15 argenti (inseguimento a squadre a Salt Lake City 2007; 1500 m e inseguimento a squadre a Vancouver 2009; 1000 m e inseguimento a squadre a Inzell 2011; 1500 m a Heerenveen 2012; 1000 m e 5000 m a Soči 2013; 1500 m, 3000 m e inseguimento a squadre a Heerenveen 2015; 3000 m a Kolomna 2016; 1500 m a Gangneung 2017; inseguimento a squadre a Inzell 2019; inseguimento a squadre a Salt Lake City 2020);
  - 1 bronzo (3000 m a Heerenveen 2012).

### Mondiali sprint
- 1 medaglia:
  - 1 argento (Hamar 2007).

### Europei completi
- 11 medaglie:
  - 5 ori (Kolomna 2008, Heerenveen 2013, Hamar 2014, Čeljabinsk 2015, Heerenveen 2017);
  - 4 argenti (Collalbo 2007, Hamar 2010, Collalbo 2011, Minsk 2016);
  - 2 bronzi (Hamar 2006, Budapest 2012).

### Europei distanza corta
- 3 medaglie:
  - 2 ori (1500 m e inseguimento a squadre a Heerenven 2020);
  - 1 argento (sprint a squadre a Heerenven 2020).

### Mondiali juniores
- 2 medaglie:
  - 1 oro (Seinäjoki 2005);
  - 1 argento (Roseville 2004).

### Coppa del Mondo
- Vincitrice della Grand World Cup nel 2013.
- Vincitrice della Coppa del Mondo dei 1500 m nel 2007, nel 2014 e nel 2020.
- Vincitrice della Coppa del Mondo di inseguimento a squadre nel 2007, nel 2011, nel 2013, nel 2014 e nel 2015.
- 95 podi (19 nei 1000 m, 37 nei 1500 m, 20 nei 3000 m, 19 nell'inseguimento a squadre):
  - 44 vittorie (4 nei 1000 m, 21 nei 1500 m, 6 nei 3000 m, 13 nell'inseguimento a squadre);
  - 32 secondi posti (9 nei 1000 m, 11 nei 1500 m, 7 nei 3000 m, 5 nell'inseguimento a squadre);
  - 19 terzi posti (6 nei 1000 m, 5 nei 1500 m, 7 nei 3000 m, 1 nell'inseguimento a squadre).

## Riconoscimenti
- Sportiva olandese dell'anno (2006, 2014)